# Swedex
Swedex – certyfikat językowy potwierdzający znajomość języka szwedzkiego na poziomie A2, B1 lub B2 (według kryteriów Rady Europy). Egzamin składa się z następujących części:
- Rozumienie tekstów pisanych
- Słownictwo i gramatyka
- Rozumienie ze słuchu
- Redakcja tekstu pisanego
- Konwersacja (egzamin ustny)

Egzamin jest organizowany przez szwedzki Uniwersytet Ludowy. Uprawnione do przeprowadzania egzaminów w Polsce są ośrodki w Warszawie, Gdyni, Gdańsku, Poznaniu i Łodzi.